# Ryōsuke Maeda (Fußballspieler, 1994)
Ryōsuke Maeda (jap. 前田 凌佑, Maeda Ryōsuke; * 27. April 1994 in Himeji, Präfektur Hyōgo) ist ein japanischer Fußballspieler.

## Karriere
Ryōsuke Maeda erlernte das Fußballspielen in der Jugendmannschaft von Vissel Kōbe. Hier unterschrieb er auch 2013 seinen ersten Profivertrag. Der Verein aus Kōbe, einer Großstadt auf der Insel Honshū, spielte in der zweithöchsten japanischen Liga, der J2 League. Ende 2013 wurde er mit dem Club Vizemeister der zweiten Liga und stieg in die erste Liga auf. Von 2014 bis 2015 spielte er 15-mal in der J.League U-22 Selection. Diese Mannschaft, die in der dritten Liga, der J3 League, spielte, setzte sich aus den besten Nachwuchsspielern der höherklassigen Vereine zusammen. Das Team wurde mit Blick auf die Olympischen Sommerspiele 2016 in Rio de Janeiro gegründet. Die Auswahl der Spieler erfolgte auf wöchentlicher Basis aus einem Pool, für den jeder Verein förderungswürdige Talente benennen konnte; die Zusammensetzung der Mannschaft variierte daher sehr stark von Spiel zu Spiel.
Die Saison 2017 und 2018 spielte er auf Leihbasis bei Ōita Trinita. Der Club aus Ōita spielte in der zweiten Liga. Die Saison 2018 schloss er Verein als Vizemeister ab und stieg in die erste Liga auf. Nach Ende der Ausleihe wurde er von Ōita Trinita fest verpflichtet. Nach insgesamt 60 Spielen wechselte er im Januar 2021 zum Zweitligisten Ehime FC. 2021 belegte man mit dem Verein aus Matsuyama den 20. Tabellenplatz und stieg in die dritte Liga ab.

## Erfolge
Vissel Kōbe
- J2 League

Vizemeister: 2013  ▲
Ōita Trinita
- J2 League

Vizemeister: 2018  ▲